# Bir Rasz
Bir Rasz (arab. بئر رش) – wieś w Syrii, w muhafazie Aleppo, w dystrykcie Ajn al-Arab. W 2004 roku liczyła 983 mieszkańców.